# イワン・マスレニコフ

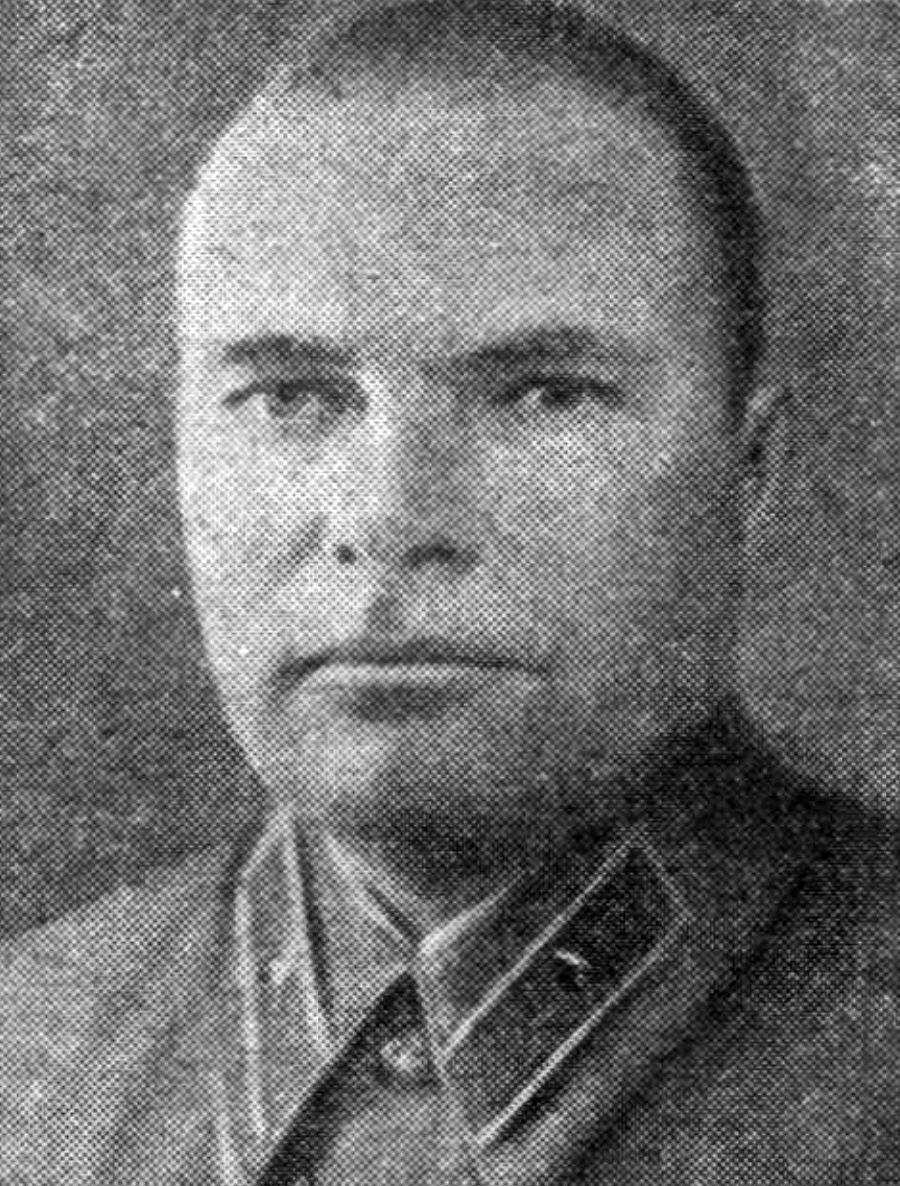
イワン・マスレニコフ

イワン・イワノヴィチ・マスレニコフ（ロシア語: Иван Иванович Масленников、1900年9月16日 - 1954年4月16日）は、ソビエト連邦の軍人、チェキスト（秘密警察員）、政治家である。最終階級は上級大将であり、ソ連邦英雄の称号を授与されている。第二次世界大戦後は内務次官を務めた。

## 生涯
マスレニコフは1900年9月16日、サラトフ郊外のチャルィクラ村（現在のオジンスキー地区）で誕生した。

### 初期キャリアと国境・国内軍時代
1918年、赤軍に入隊し、ロシア内戦では騎兵部隊、騎兵連隊、旅団を指揮し、白軍との戦闘に従事した。1924年8月に全連邦共産党（ボリシェヴィキ）に入党する。1928年からは国境・国内軍に勤務し、第11ホレズム騎兵連隊長としてパミールやカラクム砂漠でバスマチ運動と戦った。1935年にはフルンゼ名称軍事アカデミーを卒業している。
1936年1月、ロシア・ソビエト連邦社会主義共和国内務人民委員部（NKVD）国境軍局戦闘訓練課長補佐に就任した。その後、1937年9月にはアゼルバイジャン・ソビエト社会主義共和国国境軍局副局長となり、同年12月から1939年2月まで白ロシアNKVD国境軍局長を務めた。ラヴレンチー・ベリヤがソ連内務人民委員に就任すると、1939年1月から2月にかけて白ロシア第一副内務人民委員を兼任し、エジョフ派の粛清に関与した。1939年2月に軍担当副内務人民委員に任命され、国境軍総局、鉄道施設警備軍、特別重要産業企業警備軍、護送軍、軍事補給部隊、軍事建設部隊の統合を監督した。

### 独ソ戦での功績
独ソ戦の開戦時、マスレニコフは前線で指揮を執り、以下の要職を歴任した。
- 第29軍司令官（1941年7月 - ）
- 第39軍司令官（1941年12月 - ）
- 北カフカーズ戦線司令官（1943年1月 - 5月）

1943年7月まで副内務人民委員の地位を維持し、督戦隊の創設者の一人でもあったとされる。その後、正式に赤軍に転属し、以下の職務を務めた。
- 第42軍司令官（1943年12月 - 1944年3月）
- ヴォルガ戦線、南西戦線、第3ウクライナ戦線（1943年5月 - 12月）の副司令官
- レニングラード戦線（1944年3月 - 4月）の副司令官

大戦末期には第3沿バルト戦線司令官となり、ドイツ軍のクールラント軍集団撃滅作戦に参加した。1945年6月からは極東軍副総司令官として、関東軍の撃破に貢献した。

## 戦後の活動と最期
1945年から1947年にかけて、バクー軍管区とザカフカース軍管区の司令官を務めた。1948年には参謀本部軍事アカデミー附属高等学術課程を修了している。同年6月、ソ連内務省に復帰し、軍担当内務次官に任命された。内務次官として、マスレニコフは警備・護送軍、教育施設などを管轄した。
ヨシフ・スターリンの死後、ラヴレンチー・ベリヤが権力を掌握する中でも内務次官のポストを維持した。しかし、ベリヤ一派が逮捕された後、マスレニコフは逮捕を免れたものの、後に内務省内で彼に対する捜査が開始されると、摘発を恐れて1954年4月16日に拳銃で自殺した。彼の墓地はモスクワのヴァガンコヴォ墓地にある。

## 政治的活動
マスレニコフは第1期および第2期ソ連最高会議代議員に選出された。また、第18回および第19回党大会では党中央委員候補に選ばれている。

## 表彰・受勲
ソ連邦英雄（1945年）。レーニン勲章4個、赤旗勲章4個、1等スヴォーロフ勲章、1等クトゥーゾフ勲章2個、赤星勲章を受章。